# Associação Americana de Casamento e Terapia de Família
A Associação Americana de Casamento e Terapia Familiar ( AAMFT ) é uma associação profissional no campo do casamento e terapia familiar que representa mais de 50.000 terapeutas de casamento e família nos Estados Unidos, Canadá e no exterior.

## História
Fundada em 1942 como Associação Americana de Conselheiros Matrimoniais, a AAMFT esteve envolvida com os problemas, necessidades e padrões de mudança de casais e relações familiares. Uma premissa central da AAMFT é que os terapeutas matrimoniais e familiares devem tratar os relacionamentos dentro das famílias, em vez dos sintomas dos indivíduos, com base na visão de que os indivíduos fazem parte dos sistemas de relacionamento.

## Metas
A associação se concentra no aumento da compreensão, pesquisa e educação no campo do casamento e da terapia familiar.
Os objetivos da AAMFT são:
1. facilitar a pesquisa, desenvolvimento de teoria e educação,
2. estabelecer e implementar padrões para programas que servem de base para credenciamento,
3. estabelecer padrões de implementação para supervisão clínica, ética profissional e prática clínica do casamento e terapia familiar.
4. atuar como um credenciador reconhecido na América do Norte para o credenciamento de programas acadêmicos da MFT nos Estados Unidos e no Canadá.

## Educação continuada
A AAMFT realiza uma conferência nacional anual nos Estados Unidos a cada outono, bem como uma série de uma semana de institutos de educação continuada no verão e no inverno.

## Acreditação de Programas Acadêmicos
A AAMFT "é a agência de acreditação reconhecida nacionalmente que credencia programas de treinamento clínico de mestrado, doutorado e pós-graduação em terapia de casamento e família nos Estados Unidos e no Canadá ".

## Licenciamento de terapeutas matrimoniais e familiares
Nos Estados Unidos, o casamento e a terapia familiar são regulados por estados individuais.

## Revistas de casamento e terapia familiar
- Contemporary Family Therapy
- Family Process
- Family Relations
- Journal of Child and Family Studies, ISSN 1062-1024 (Print) ISSN 1573-2843 (Online), Springer
- Journal of Family Psychology
- Journal of Marital and Family Therapy